# جائزة ليوبولد غريفيل
جائزة ليوبولد غريفيل (Prix Leopold Griffuel) للأبحاث الانتقالية والسريرية برعاية مؤسسة ARC الفرنسية لأبحاث السرطان.
صُمّمت الجائزة لمكافأة الإنجازات وتشجيع إجراء المزيد من الأبحاث بين الباحثين الرائدين في مجال السرطان في العالم. ومن الأمريكيين الحائزين على جائزة غريفيل سابقاً المدير السابق للمعهد الوطني للسرطان صمويل برودر؛ وجيم إيفرت كوب، الجراح العام الأمريكي السابق؛ وأنيتا روبرتس، رائدة الأبحاث حول TGF-beta.
ويحصل الفائزون على جائزة نقدية قدرها 15 ألف يورو (قدرت قيمتها بنحو 20 ألف دولار أميركي في 2014).

## الحاصلون على الجائزة
المصدر (حتى عام 2005): موقع ARC
- التاسعة والأربعون (2021) - ديفياتش باليا- جمعية الرعاية الصحية والبحوث البيولوجية في جامعة ستراسبورغ
- الثامنة والأربعون (2019) - ستيفن جاكسون (عالم) - صندوق ويلكوم/معهد جوردون لأبحاث السرطان في المملكة المتحدة بجامعة كامبريدج [1]
- السابعة والأربعون (2018) - مارتن بيكارت - معهد جولز بورديت[2]
- السادسة والأربعون (2017) - ريكاردو دالا فافيرا - معهد علم وراثة السرطان بجامعة كولومبيا [3]
- الخامسة والأربعون (2016) - ريتشارد ماريس - معهد مانشستر، المملكة المتحدة [4]
- الرابعة والأربعون (2015) - أوليفييه ديلاتر - معهد كوري، فرنسا
- الرابعة والأربعون (2015) - ميشيل أتال - المعهد الجامعي للسرطان، فرنسا
- الثالثة والأربعون (2014) - برونانجيلو فاليني - جامعة بيروجيا، إيطاليا
- الثالثة والأربعون (2014) - يوسيف ياردن – معهد وايزمان، إسرائيل
- الثانية والأربعون (2013) - جيري لوكاس - مؤسسة نوفو نورديسك مركز أبحاث البروتين، الدنمارك
- الحادية والأربعون (2012) - جويدو كرومر - جوستاف روسي، فرنسا
- الأربعون (2009) - يوهانس كليفرز - معهد هوبريخت، هولندا
- التاسعة والثلاثون (2008) - هوغيس دي تي - مستشفى سانت لويس، فرنسا
- القامنة والثلاثون (2007) - Anne Dejean-Assémat - معهد باستور، فرنسا
- السابعة والثلاثون (2006) - سيباستيان أميغورينا - معهد كوري، فرنسا
- السادسة والثلاثون (2005) - كارلو إم. كروس - The Ohio State University
- الخامسة والثلاثون (2004) - إلكسندر فارشافسكي- California Institute of Technology of Pasadena, USA
- الرابعة والثلاثون (2003) - أنيتا روبرتس - المعهد الوطني للسرطان، الولايات المتحدة
- الثالثة والثلاثون (2002) - Kari Alitalo -مجلس الصحة - فنلندا
- الثانية والثلاثون (2001) - جاك بويسيغور - CNRS، فرنسا
- الحادية والثلاثون (2000) - ليلاند هارتوال - مركز فريد هاتشينسون لأبحاث السرطان، الولايات المتحدةA
- الثلاثون (1999) - تيري بون- فالور - معهد لودفيغ - بلجيكا
- التاسعة والعشرون (1998) - ميروسلاف رادمان
- الثامنة والعشرون (1997) - غيرار أورث - CNRS، فرنسا
- السابعة والعشرون (1996) - بيير ماي CNRS، فرنسا
- السادسة والعشرون (1995) - بيير بوتييه - معهد كيمياء المواد الطبيعية التابع للمركز الوطني الفرنسي للبحث العلمي، فرنسا
- الخامسة والعشرون (1994) - جورج ماث - جامعة باريس الجنوبية، فرنسا
- الرابعة والعشرون (1993) - صموئيل برودر
- الثالثة والعشرون (1992) - جيروم لوجيون
- الثانية والعشرون (1991) - أومبيرتو فيرونيسي
- الحادية والعشرون (1990) - فرانسوا كوزين -جامعة نيس، فرنسا
- العشرون (1989) - جيم إيفرت كوب
- التاسعة عشرة (1988) - ستيفن روزنبرغ
- الثامنة عشرة (1987) - بيير شامبون
- السابعة عشرة (1986) - أنثوني إيبستاين
- السادسة عشرة (1985) - جان برنارد لو بيك - معهد غوستاف روسي، فيلجويف، فرنسا
- الخامسة عشرة (1984) - ميخائيل فيلدمان - معهد وايزمان، إسرائيل
- الرابعة عشرة (1983) - روبرت غالو
- الثالثة عشرة (1982) - دومينيك ستيهيلين - معهد باستور في ليل، فرنسا
- الثانية عشرة (1981) - هاماو أوميزاوا
- الحادية عشرة (1980) - فينسنت ديفيتا
- العاشرة (1979) - شارلوته فريند
- التاسعة (1978) - إليزابيث ميلر - مختبر ماكاردل لأبحاث السرطان، جامعة ويسكونسن
- الثامنة (1977) - ريموند لاتارجيت - معهد الراديوم، باريس
- السابعة (1976) - لودفيك غروس
- السادسة (1975) - هنري كابلان
- الخامسة (1974) - ريتشارد دول
- الرابعة (1973) - جورج كلاين (أحيائي)
- الثالثة (1972) - هوارد تيمن
- الثانية (1971) - جورج بارسكي - معهد غوستاف روسي، فيلجويف، فرنسا
- الأولى (1970) - جوزيف بورتشينال - مركز ميموريال سلون كيترينغ للسرطان، نيويورك

## روابط خارجية
- القائمة الكاملة للفائزين من عام 1970 إلى عام 2005